# Seznam nizozemskih hitrostnih drsalcev
Seznam nizozemskih hitrostnih drsalcev.

## B
- Jorrit Bergsma
- Jan Blokhuijsen
- Margot Boer
- Jan Bos

## E
- Jaap Eden

## G
- Yvonne van Gennip
- Stefan Groothuis

## K
- Piet Kleine
- Sven Kramer

## M
- Michel Mulder
- Ronald Mulder

## P
- Ids Postma

## R
- Rintje Ritsma
- Gianni Romme

## S
- Ard Schenk
- Jan Smeekens

## U
- Jochem Uytdehaage

## V
- Kees Verkerk

## W
- Ireen Wüst